# William Boyd (4e comte de Kilmarnock)
Pour les articles homonymes, voir William Boyd et Boyd.
William Boyd, 4e comte de Kilmarnock (12 mai 1705-18 août 1746), est un pair écossais qui rejoint la rébellion jacobite de 1745, est capturé à Culloden et exécuté par la suite pour trahison à Tower Hill.

## Biographie

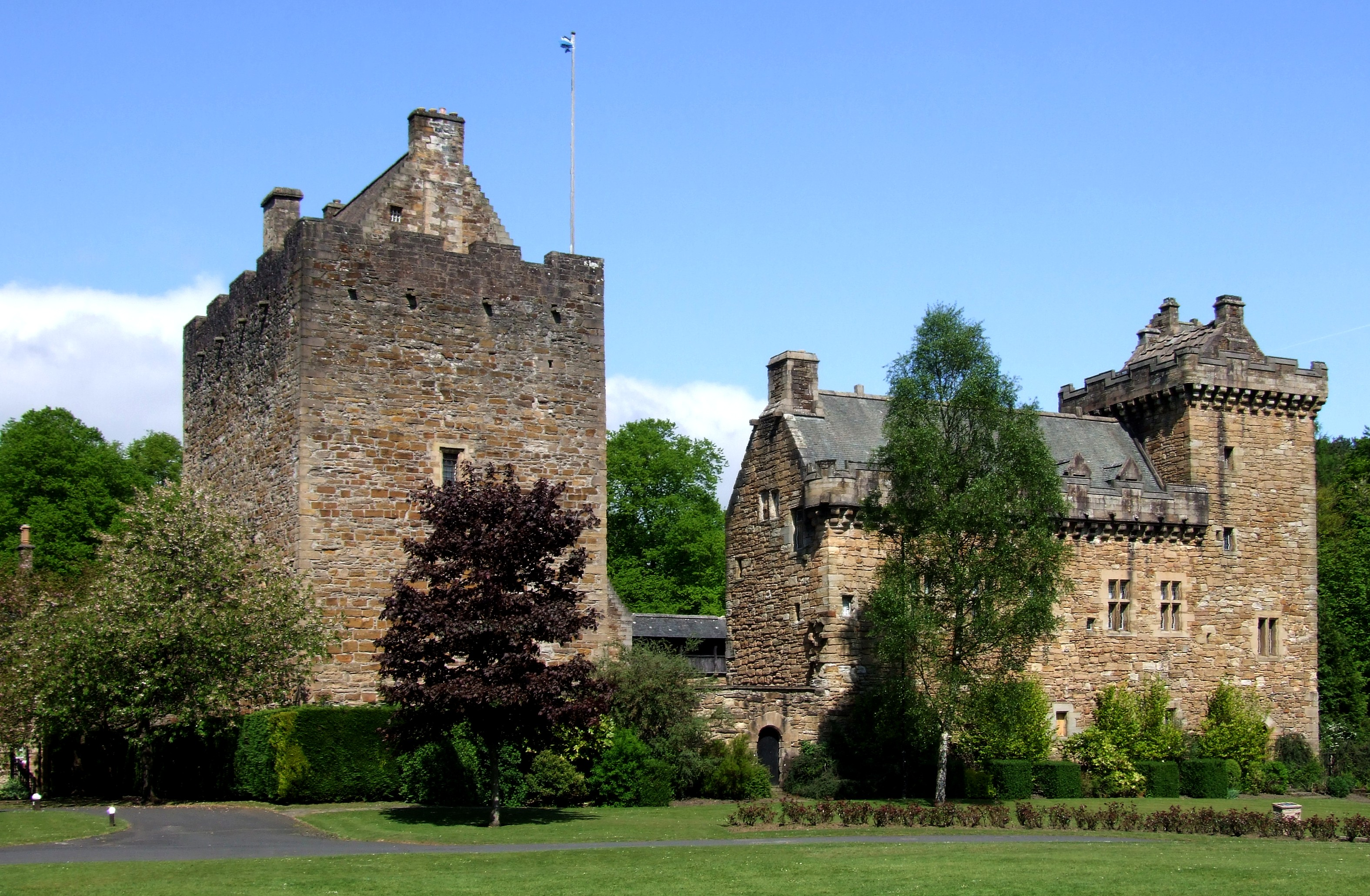
La maison familiale restaurée de Kilmarnock, Dean Castle ; détruit par le feu en 1735 et laissé à l'abandon jusqu'en 1908

William Boyd est né en 1705, fils unique de William Boyd, 3e comte de Kilmarnock (1683-1717) et d'Eupheme Ross (1684-1729). Son père soutient le gouvernement pendant le soulèvement jacobite de 1715, mais il est très endetté à sa mort en 1717. Kilmarnock aggrave rapidement la situation. 
En 1724, il épouse Anne Livingston, fille unique de James Livingston, 5e comte de Linlithgow, un Jacobite connu pour son rôle dans l'Insurrection de 1715. Sa famille se serait opposée au mariage, les dettes de Kilmarnock ne permettant pas qu'il subvienne à ses frais de subsistance. 
Ils vivent à Dean Castle mais quand il est détruit par un incendie en 1735, ils ne peuvent pas payer les réparations et déménagent au domicile d'Anne, Callendar House, qui reste dans la famille jusqu'en 1783. Dean Castle est vendu par son fils James en 1746; tandis que les dépendances sont restées en service, le château reste à l'abandon jusqu'à sa restauration au début du XXe siècle. 

## Carrière

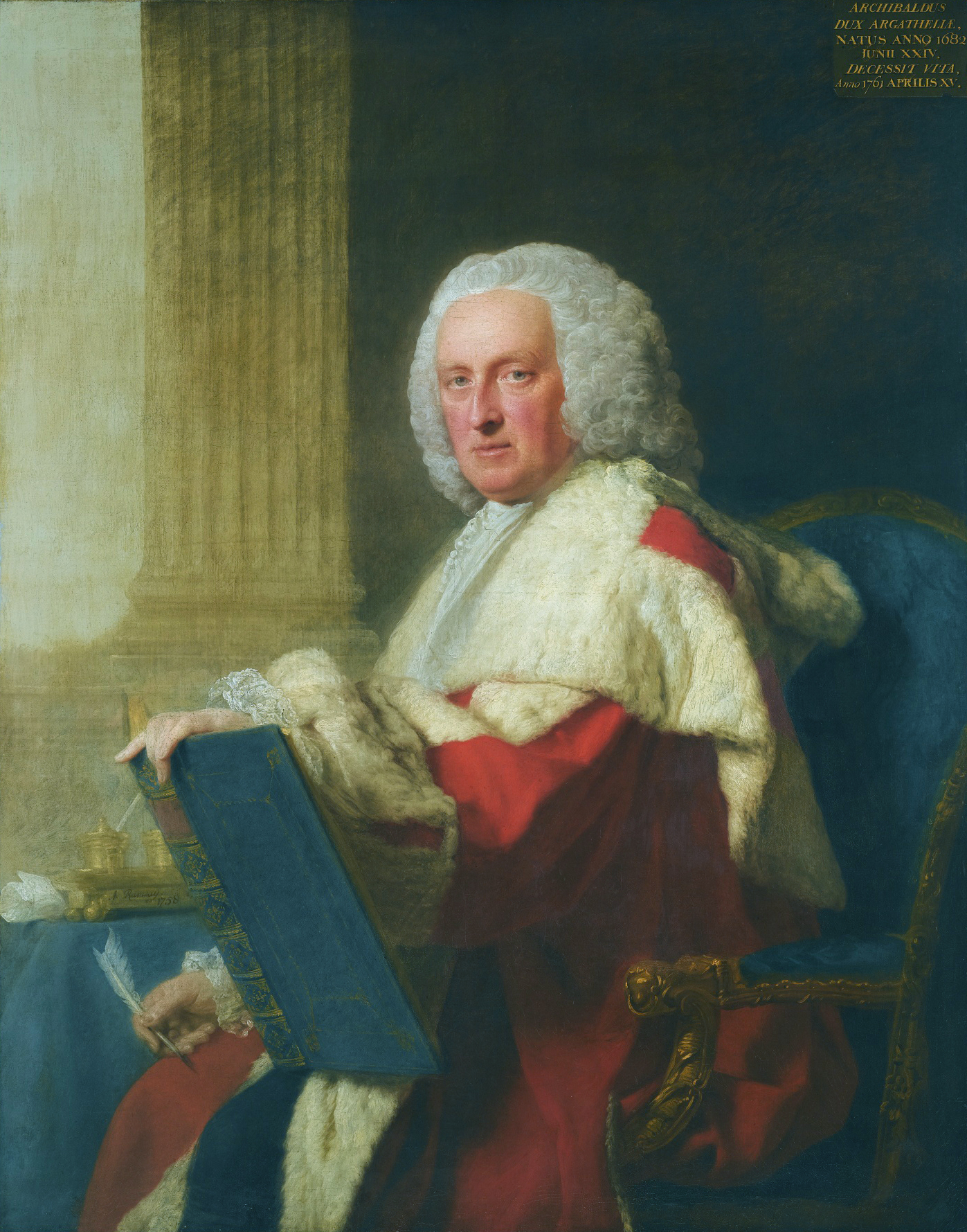
Patron politique de Kilmarnock, 3e duc d'Argyll

Kilmarnock fait ses études à l'Université de Glasgow, mais il a "une aversion pour l'étude rigoureuse des lettres et se consacre à "l'équitation, l'escrime, la danse et la musique ... estimé par Men of Taste, un gentleman poli" .
Anne Livingstone est considérée comme une héritière, malgré la perte de son domaine familial en 1715. La Commission gouvernementale des biens confisqués a trouvé la vente de cette propriété jacobite si complexe et chronophage qu'il a été plus facile de conclure un accord avec les propriétaires d'origine . Beaucoup ont été achetés par le biais d'un fonds vautour du XVIIIe siècle appelé la York Buildings Company, qui a conclu un accord avec Anne, qui est devenue financièrement sûre. Elle épouse Kilmarnock contre la volonté de sa famille; l'argent et son style de vie étaient des problèmes constants et ils vivaient ensemble «civilement, sinon heureusement». 
La pairie de Kilmarnock lui donne un siège à la Chambre des lords, où il vote suivant les consignes d'Archibald Campbell (3e duc d'Argyll) et Robert Walpole. Il reçoit une petite pension pour cela, qui n'est plus payée lorsque Walpole perd le pouvoir en 1742. Il est Grand Maître de la Grande Loge maçonnique d'Écosse de 1742 à 1743, son successeur étant James Wemyss (5e comte de Wemyss), dont le fils Lord Elcho sert dans l'armée jacobite; Murray de Broughton, plus tard secrétaire du prince Charles, est un autre membre. 

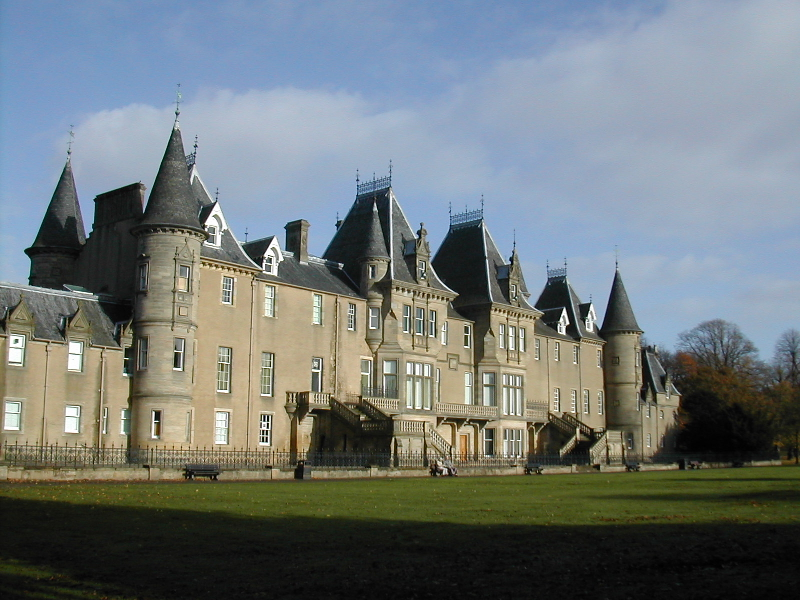
La maison Callendar de Lady Kilmarnock; utilisé par les forces gouvernementales à Falkirk, qui se déroule à proximité

Il rencontre pour la première fois le prince Charles lors de la rébellion de 1745 à Callendar House le 14 septembre. La décision de rejoindre l'armée jacobite en a surpris beaucoup; il a été suggéré qu'une des raisons pour cela était la pression de la famille de sa femme, mais il l'a dit plus tard à Argyll; ". . . J'étais affamé, et ... si Mahommed avait mis en place son standard. . . J'aurais été un bon musulman pour le pain, car je dois manger. 
Le 18 octobre, il reçoit une commande de «Kilmarnock's Horse», qui semble être composée en grande partie de volontaires individuels. L'un des rares pairs des Lowlands à rejoindre la rébellion, il acquiert rapidement une position de premier plan avec Charles, en grande partie parce qu'il n'est pas connecté au groupe d'écossais jacobites de longue date centrés autour de George Murray. Avant même l'invasion de l'Angleterre, il y a de profondes divisions entre Charles et ses conseillers en exil d'une part et les Écossais d'autre part; après la retraite de Derby, les deux groupes se regardent avec suspicion et hostilité. O'Sullivan a écrit plus tard "aucun homme n'a montré plus de respect pour HRH (Charles) ...", faisant de Kilmarnock l'un des rares Écossais sur lesquels on pouvait compter pour soutenir Charles contre ses camarades . 
Lorsque l'armée principale est entrée en Angleterre le 8 novembre, le vicomte Strathallan reste à Perth ; le Strathallan ou Perthshire Horse est ajouté à Kilmarnock, une force combinée d'environ 130 hommes en tout. Ils sont principalement engagés dans des tâches de reconnaissance et sont les derniers à quitter Carlisle le 21 décembre, avant de rentrer en Écosse. Début janvier, les Jacobites assiègent le château de Stirling ; une tentative de soulagement par le commandant du gouvernement Henry Hawley conduit à la bataille de Falkirk le 17 janvier. 
La bataille a lieu près de Callendar House, où Lady Anne héberge Hawley, qui l'utilise comme quartier général; cela s'est passé dans une lumière défaillante, lors d'une violente tempête et au milieu d'une confusion considérable. Bien que la cavalerie n'ait pas été impliquée, les connaissances locales de Kilmarnock sont utilisées par la suite pour localiser les forces gouvernementales en retraite; à son retour, il attaque un déserteur Cameron de l'armée gouvernementale, qui est toujours en uniforme et a dû être sauvé de ses camarades de clan. 

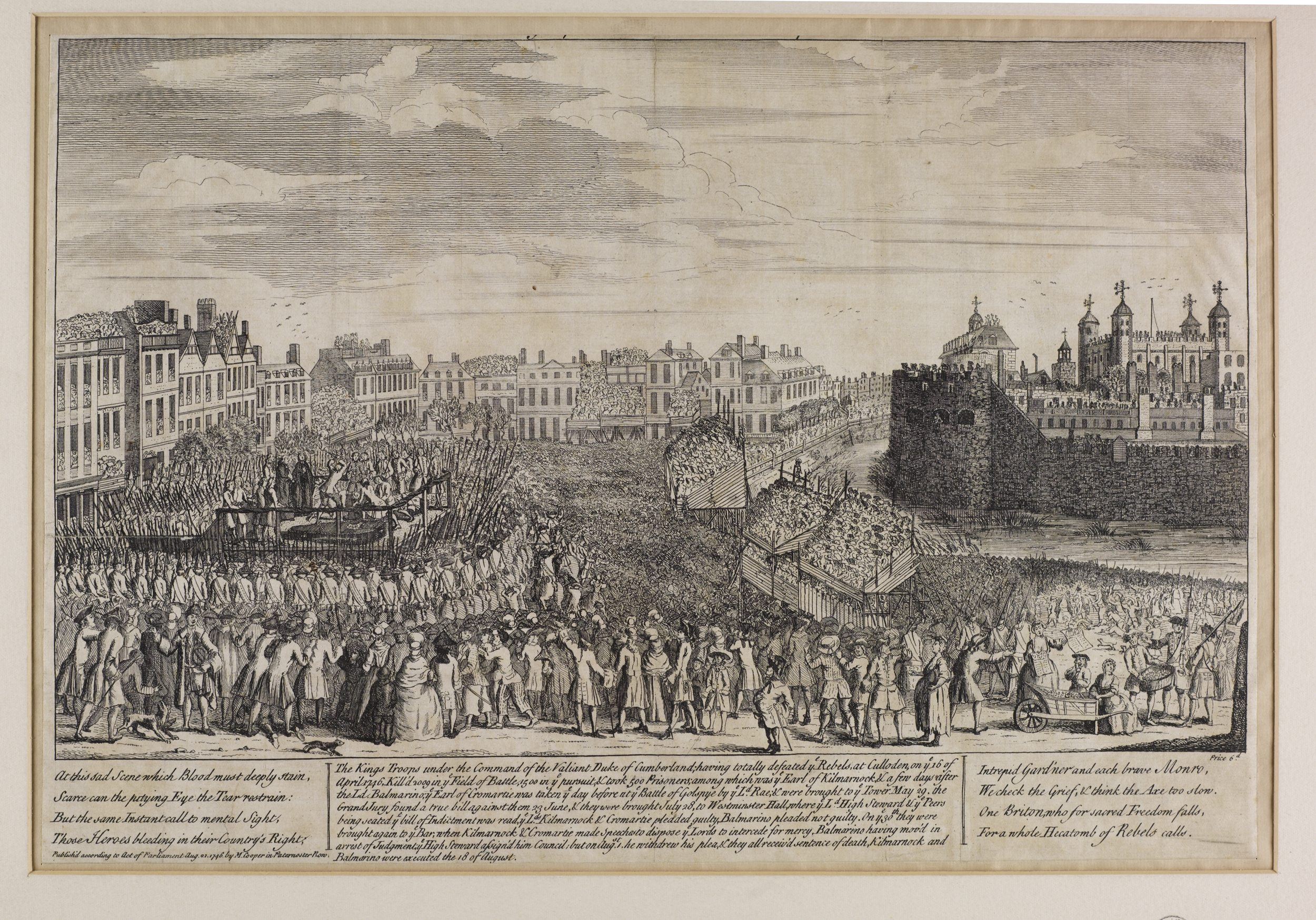
Exécution du comte de Kilmarnock et de Lord Balmerino

Falkirk est une victoire tactique jacobite, mais un mauvais commandement et une mauvaise coordination les ont privés de la dernière occasion de vaincre de manière décisive leurs adversaires. Beaucoup des Highlanders qui y ont participé sont rentrés chez eux et lorsque Cumberland a repris son avance le 30 janvier, Charles est informé que l'armée n'est pas en état de se battre. Le 1er février 1746, le siège de Stirling est abandonné et les Jacobites se replient sur Inverness. 
La troupe de Kilmarnock aide à couvrir la retraite; à la fin de cela, leurs chevaux sont en si mauvais état qu'ils sont convertis en infanterie et renommés Foot Guards. Les deux mois suivants sont passés à Elgin, dans le cadre des forces de Drummond qui gardent la ligne de la rivière Spey ; les Jacobites sont à court d'argent et contraints de réquisitionner des fournitures auprès des marchands locaux. 
Lorsque la campagne de printemps commence en avril, leurs dirigeants conviennent que la seule option est une victoire décisive; cela conduit à Culloden, où ils sont battus avec de lourdes pertes en moins d'une heure. James Boyd est en première ligne du gouvernement avec les Royal Scots, mais Kilmarnock est avec la réserve jacobite et participe peu à l'action. L'affirmation selon laquelle il a été capturé après avoir confondu les dragons du gouvernement avec ses propres troupes n'est pas étayée; une autre anecdote raconte qu'il a perdu son chapeau et sa perruque et James lui a donné le sien. 

## Procès et exécution

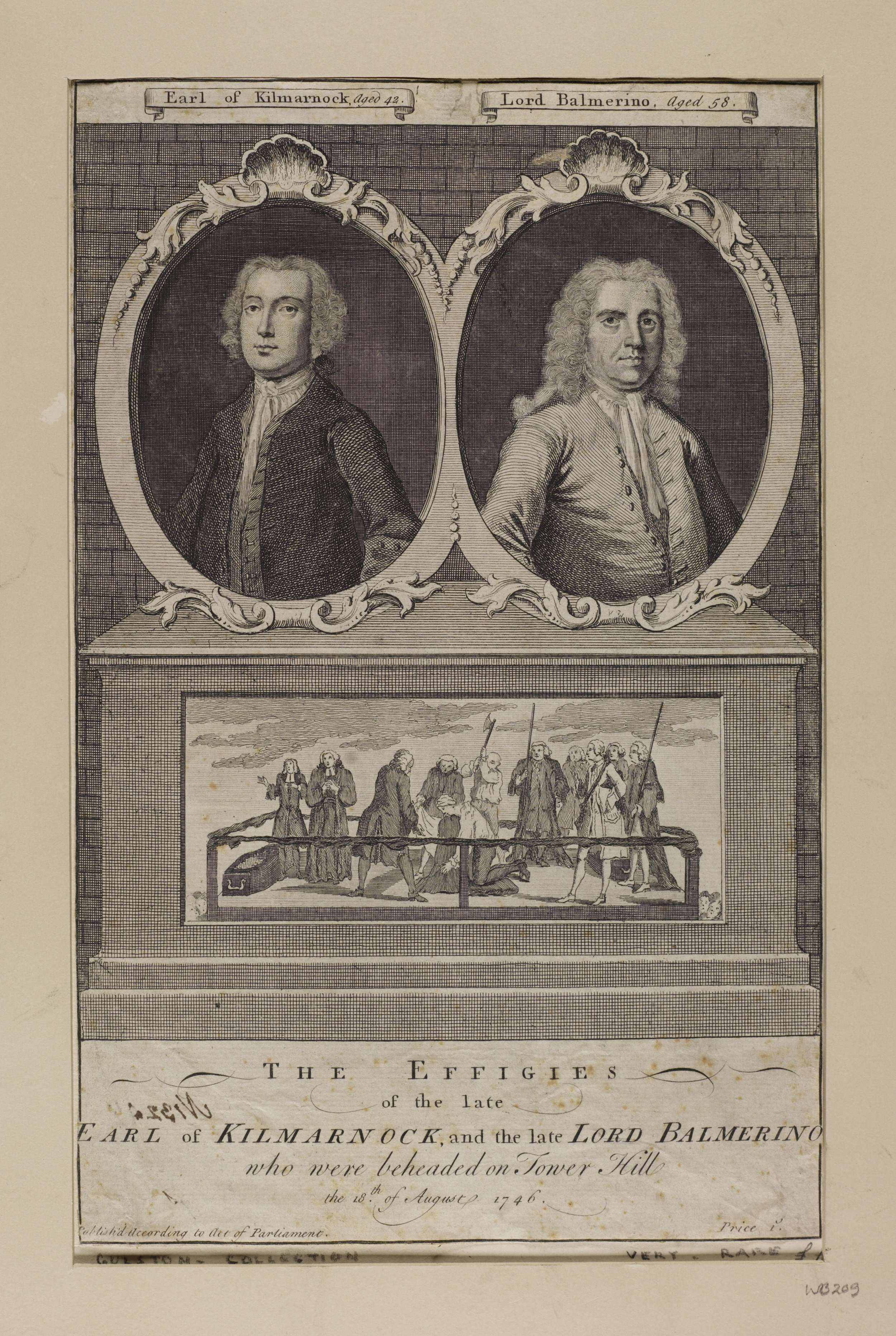
Effigies du comte de Kilmarnock Lord Balmerino avec une scène d'exécution.

Jugé à Londres le 29 juillet, Kilmarnock, Lord Balmerino et le comte de Cromartie sont reconnus coupables de trahison et condamnés à mort. Ils sont décapités plutôt que d'être pendu, tiré et divisé, comme avec Francis Towneley et d'autres. On s'attendait à ce que quelqu'un soit pardonné, mais malgré les efforts du camarade franc-maçon de Kilmarnock, le duc de Hamilton, c'est Cromartie, dont l'épouse prétendument enceinte a intercédé auprès de la princesse de Galles, qui en bénéficie. Le beau-père de Cromartie a été secrétaire particulier du prince de Galles et l'écrivain Horace Walpole (1717-1792) a ensuite observé que «l'intercession de Hamilton pour Lord Kilmarnock le précipitait vers l'échafaud». 
Les condamnations sont exécutées à Tower Hill le 18 août, Kilmarnock étant le premier; peu de temps auparavant, Balmerino organise une réunion avec lui pour discuter de l'ordre « sans quartier ». Prétendue par les dirigeants jacobites avant Culloden et utilisée pour justifier la dure réponse du gouvernement, son existence est extrêmement douteuse. Cependant, Balmerino a assuré que Kilmarnock a confirmé devant des témoins que si un tel ordre existait, le blâme reviendrait à George Murray, et non au Prince, une version publiée plus tard dans les procès-verbaux officiels. Même au bord de la mort, les divisions internes qui avaient miné la cause jacobite se sont poursuivies. 
Kilmarnock s'est conformé à la convention selon laquelle les détenus condamnés à mort expriment leur contrition et acceptent la justice de leur peine. Il confirme que George II est le «vrai et légitime souverain», écrit des lettres à ses fils et à sa femme et demande de l'aide pour régler ses dettes. Après son exécution, il est enterré à St Peter ad Vincula, l'église attachée à la Tour de Londres . 

## Sources
- Annand, « Lord Kilmarnock's Horse Grenadiers (Later Foot Guards), in the Army of Prince Charles Edward, 1745-6 », Journal of the Society for Army Historical Research, vol. 72, no 290,‎ 1994
- Martin Coventry, Dean Castle in The Castles of Scotland, Goblinshead, 2000, 436 p. (ISBN 978-1-899874-27-9, lire en ligne)
- Bruce Lenman, The Jacobite Risings in Britain 1689–1746, Methuen Publishing, 1980, 320 p. (ISBN 978-0-413-39650-1)
- Wilmarth S Lewis, The Yale Edition of Horace Walpole's Correspondence, Volume 19, Yale University, 1933
- William Lowe, Boyd, William, fourth earl of Kilmarnock, Online, 2006
- Eirwen Nicholson, Murray, Sir John, of Broughton, baronet, Online, 2006
- James Ray, A Compleat History of the rebellion, from 1745, to 1746, James Farley, Bristol, 1752
- Stuart Reid, Cumberland's Culloden Army 1745-46, Osprey, 2012 (ISBN 978-1-84908-846-6)
- Jacqueline Riding, Jacobites : A New History of the 45 Rebellion, Bloomsbury, 2016, 608 p. (ISBN 978-1-4088-1912-8)
- Szechi, Daniel, « Elite Culture and the Decline of Scottish Jacobitism 1716-1745 », Past & Present, vol. 173,‎ novembre 2001
- Katherine Thomson, Memoirs of the Jacobites of 1715 and 1745, Volume 1, 1848